# Mościszki (Litwa)
Mościszki (lit. Mostiškės) – wieś na Litwie (30 km na wschód od Wilna), w rejonie wileńskim, 7 km na północ od Ławaryszek, zamieszkała przez 647 osób. Przed II wojną światową w Polsce, w powiecie wileńsko-trockim województwa wileńskiego
Mościszki to największa wieś w gminie Ławaryszki, znajduje się tu biblioteka, poczta, przedszkole oraz dwie szkoły, jedna z polskim językiem nauczania, druga gdzie nauka odbywa się po litewsku.
We wsi znajduje się stara kaplica, która do 1957 stała na cmentarzu w osadzie Rubno.
Po spaleniu się szkoły w Mościszkach została tu przeniesiona pełniła rolę nowego budynku szkolnego, a po odbudowie szkoły była świetlicą wiejską. Od 1991 do 2002 ponownie pełniła funkcję sakralną, obecnie nabożeństwa odbywają się w kaplicy Matki Bożej Królowej Rodzin powstałej z przebudowanego klubu kołchozowego.
We wsi mieszka liczna społeczność polska, działa polski chór żeński "Mościszczanka".

## Historia
Nazwa wsi (do XIX wieku również jako Mościszcze) pochodzi od licznych mostów, które umożliwiały podróż przez rozciągające się dawniej w okolicy bagna. W XIX wieku wieś składała się z dwóch zaścianków włościańskich podlegających okręgowi wiejskiemu w Rubnie, które należały do dóbr rządowych w Ławaryszkach.
W dwudziestoleciu międzywojennym leżały w Polsce, w województwie wileńskim, w powiecie wileńsko-trockim, do 1 kwietnia 1927 w gminie Bystrzyca, następnie w gminie Mickuny.
Po II wojnie światowej w granicach Związku Sowieckiego. Od 1991 na niepodległej Litwie.